# Йодид цезію
Йоди́д це́зію — неорганічна сполука, сіль цезію та йодоводневої кислоти з хімічною формулою {\displaystyle {\ce {CsI}}}, добре розчинний у воді.

## Отримання
- Йодид цезію отримують дією розведеної йодидної кислоти на карбонат цезію(інші мови):

{\displaystyle {\mathsf {Cs_{2}CO_{3}+2HI\ {\xrightarrow {\ }}\ 2CsI+CO_{2}\uparrow +H_{2}O}}}
- Також йодид цезію можна отримати обмінними реакціями:

{\displaystyle {\mathsf {BaI_{2}+Cs_{2}SO_{4}\ {\xrightarrow {\ }}\ 2CsI+BaSO_{4}\downarrow }}}

## Фізичні властивості
Йодид цезію утворює безбарвні кристали кубічної сингонії, просторова група P m3m, параметри комірки a = 0,45667 нм, Z = 1.
Під час нагрівання відбувається фазовий перехід у просторову групу F m3m, параметри комірки a = 0,766 нм, Z = 4.
Добре розчинний у воді та спиртах.
Утворює полійодиди CsI3, CsI4, CsI7, CsI9.

## Хімічні властивості
- Розчин при зберіганні жовтіє через окислення киснем повітря:

{\displaystyle {\mathsf {4CsI+O_{2}+2H_{2}O\ {\xrightarrow {}}\ 4CsOH+2I_{2}}}}
- Розкладається сильнішими кислотами:

{\displaystyle {\mathsf {2CsI+H_{2}SO_{4}\ {\xrightarrow {100^{o}C}}\ Cs_{2}SO_{4}+2HI\uparrow }}}

## Застосування
- В інфрачервоній оптиці.
- Великі монокристали як сцинтилятори.